# The Bachelor and the Bobby-Soxer
 The Bachelor and the Bobby-Soxer és una pel·lícula estatunidenca d'Irving Reis estrenada el 1947, interpretada per Cary Grant, Myrna Loy i Shirley Temple.

## Argument
La magistrada Margaret Turner jutja un assumpte d'aldarulls en què un artista, Dick Nugent, es troba implicat. Es mostra clement envers l'acusat. Retroba llavors la seva germana, Susan, que estudia en una universitat i que està enamorada d'un home més gran que ella, i abandona el seu promès Jerry White. Quan s'adona que l'home en qüestió no és diferent de Dick Nugent, se sent malament.
Un vespre, en un sopar professional, el sufocant fiscal Tommy Chamberlain intenta desesperadament seduir Margaret Turner. Susan se'n va de la casa i va a cercar Dick Nugent. Al pis de l'artista, Margaret, comprovant la seva absència, s'inquieta i s'adorm al sofà. Chamberlain pensa de manera molt seriosa en Dick Nugent. Aquest, quan entra, se sorprèn de la presència de la noia. La policia intervé. Segueix un altercat entre Chamberlain i Nugent que acaba amb la detenció d'aquest últim.
Susan té una depressió que desconcerta la seva germana. Chamberlain es mostra rancuniós però després d'una discussió amb Margaret, decideix deixar anar Nugent perquè aixequi la moral de la noia. S'organitza una fira amb proves esportives. Ordenen Dick Nugent a participar-hi, amb el suport de Susan. Tommy Chamberlain s'inscriu igualment per tal de donar-li una lliçó i impressionar Margaret Turner, tot esperant que accepti sortir amb ell. Nugent guanya les proves. Margaret queda fascinada i s'acaba enamorant d'ell.

## Repartiment
- Cary Grant: Dick Nugent
- Myrna Loy: Margaret Turner
- Shirley Temple: Susan Turner
- Rudy Vallee: Tommy Chamberlain
- Ray Collins: Beemish
- Harry Davenport: Thaddeus
- Johnny Sands: Jerry White
- Don Beddoe: Joey
- Lillian Randolph: Bessie
- Veda Ann Borg: Agnes Prescott
- Dan Tobin: Walters
- Ransom M. Sherman: El jutge Treadwell
- William Bakewell: Winters
- Irving Bacon: Melvin
- Ian Bernard: Perry
- Carol Hughes: Florence
- William Hall: Anthony Herman
- Gregory Gaye: L'amo de l'hotel
- J. Farrell MacDonald (no surt als crèdits): Mac, l'uixer

## Premis
- Oscar al millor guió original (1948).[2]

## Al voltant de la pel·lícula
- El rodatge va tenir lloc de juliol a octubre de 1946.[3]
- Una setmana després del començament del rodatge, Irving Reis es va marejar al plató. Daura Schary el va reemplaçar termporalment. Des de la seva tornada, Reis es va concentrar de manera única en l'aspecte tècnic de la pel·lícula mentre que Schary va assegurar la direcció dels actors.[4]
- Segons un article de MPH previ al llançament, un representant de la Woman's Christian Temperence Union a Chicago es va molestar després de llegir que Temple havia pres la seva primera copa a la pel·lícula i va demanar als executius de RKO que eliminessin l'escena. A la pel·lícula vista, Temple no pren cap beguda alcohòlica.[4]
- Un enginyós guió fa de base perquè el realitzador tingui l'oportunitat de construir amb comoditat una agradable comèdia que, tot i no treure’n suc de les situacions, té moments memorables a càrrec d'uns magnífics actors.[5]